# Hylaeus borneensis
Hylaeus borneensis är en biart som först beskrevs av Cockerell 1920.  Hylaeus borneensis ingår i släktet citronbin, och familjen korttungebin. Inga underarter finns listade i Catalogue of Life.